# Jason Davidson
Jason Alan Davidson (Melbourne, 1991. június 29. –) ausztrál válogatott labdarúgó, a Panszeraikósz játékosa.

## Sikerei, díjai

### Klub
- Olimpija Ljubljana
  - Szlovén bajnok: 2017–18
  - Szlovén kupa: 2017–18

- Ulszan Hyundai
  - AFC-bajnokok ligája: 2020

- Melbourne Victory
  - Ausztrál kupa: 2021

### Válogatott
- Ausztrália
  - Ázsia-kupa: 2015

## Fordítás
- Ez a szócikk részben vagy egészben  a   Jason Davidson című angol Wikipédia-szócikk fordításán alapul.  Az eredeti cikk szerkesztőit annak laptörténete sorolja fel. Ez a jelzés csupán a megfogalmazás eredetét és a szerzői jogokat jelzi, nem szolgál a cikkben szereplő információk forrásmegjelöléseként.